# Robert Semple
Robert Semple, novozelandski (avstralski) politik, * 1873, New South Wales, Avstralija, † 1955.